# Michel Buillard
Michel Buillard (Papeete, 9 de septiembre de 1950) es un político francés en la Polinesia Francesa, actual alcalde de Papeete por el período 2020-2026.

## Biografía
Comenzó su carrera política como alcalde de Papeete el 25 de junio de 1995. Ocupó este cargo hasta el 18 de marzo de 2001, aunque retornó el 16 de junio de 2002. Actualmente, continúa ocupando el cargo de alcalde.
En cuanto a la política metropolitana, fue escogido diputado el 17 de mayo de 1997 en la XII legislatura (1997-2002) para la circunscripción de la Polinesia Francesa.
Actualmente, forma parte del grupo parlamentario de la Unión por un Movimiento Popular (UMP).